# Jean-Pierre Alba
Jean-Pierre Alba (Aïn El Hadjar, 27 marzo 1938 – Nizza, 25 dicembre 2015) è stato un calciatore francese, di ruolo centrocampista.

## Carriera
Ha vestito le maglie di Nizza, Stade Francais e Tolone, vincendo con la maglia nizzarda due volte il titolo nazionale.

## Palmarès
- Campionato francese: 2

Nizza: 1955-1956, 1958-1959